# Giovanni Ciampitti
Giovanni Ciampitti (Isernia, 7 giugno 1877 – 22 aprile 1967) è stato un avvocato e politico italiano.
È stato deputato all'Assemblea Costituente, e senatore nella I legislatura; sindaco di Isernia dal 14 giugno 1956 al 28 marzo 1958.